# Je m'appelle Élisabeth
Pour plus de détails, voir Fiche technique et Distribution.
Je m'appelle Élisabeth est un film français réalisé par Jean-Pierre Améris, sorti en 2006, adapté de l'œuvre d'Anne Wiazemsky.

## Synopsis
Betty a dix ans, elle a peur des fantômes et des recoins obscurs. Lorsque sa sœur Agnès, d'un an son aînée, s'en va en pension, Betty se retrouve seule entre ses parents, Régis et Mado et Rose, une gouvernante presque muette.
C'est alors qu'Yvon franchit le grand mur séparant le jardin familial de l'asile dont Régis est le directeur. Attendrie par sa fragilité, Betty cache Yvon plusieurs jours durant dans la cabane à vélo du jardin. Elle lui confie tout ce qu'elle a sur le cœur, bien décidée à faire de lui son meilleur ami et son confident. Yvon communique à peine. Pourtant, peu à peu, un lien de confiance, puis une sorte d'amitié se tissent entre eux.

## Fiche technique
- Titre : Je m'appelle Elisabeth
- Réalisation : Jean-Pierre Améris
- Scénario : Jean-Pierre Améris, Guillaume Laurant d'après le roman de Anne Wiazemsky
- Musique : Philippe Sarde
- Photographie : Stéphane Fontaine
- Montage : Laurence Briaud
- Production : Fabienne Vonier
- Société de production : Pyramide Productions, France 3 Cinéma, Rhône-Alpes Cinéma, Canal+, TPS Star et TV5 Monde
- Société de distribution : Pyramide Distribution (France)
- Pays :  France
- Genre : drame
- Durée : 90 minutes
- Pays d'origine :  France
- Langue : français
- Format : couleur
- Date de sortie France : 15 novembre 2006

## Distribution
- Alba Gaïa Bellugi : Elisabeth
- Benjamin Ramon : Yvon
- Stéphane Freiss: Régis
- Maria de Medeiros : Mado
- Yolande Moreau : Rose
- Lauriane Sire : Agnès
- Olivier Cruveiller : l'instituteur
- Virgile Leclaire : Quentin
- Daniel Znyk : l'homme du chenil
- Jean-Paul Rouveray : un gendarme
- Patrick Pierron : un gendarme